# 前海灣站
前海灣站是深圳地鐵1号綫、5号綫和11号綫的轉乘站。車站位於中華人民共和國廣東省深圳市南山區前海的規劃待開發區一帶，建於听海大道地下，呈南北向布置。1號線部分於2011年6月15日启用，5號線部分于2011年6月22日启用，而11號線部分则于2016年6月28日启用。
穗深城际铁路的前海段已经开建。未来前海湾站将成为本条城际铁路的中途站。
前海灣站亦是深圳的六個計劃中的大型交通樞紐之一，其餘五個分別是深圳东站、深圳北站、深圳坪山站、福田站和深圳机场站。

## 車站結構
前海灣站為地下兩層12米島式月台車站。车站總建築面積為4.2万平方米，是普通地铁站的3倍，也是中国大陸第一个在海积淤泥区建造的最长、最大的地铁车站。

### 樓層
| 地面              | -    | 出入口 |
| 地下一层          | 站厅 | 站厅、售票机 |
| 地下二层          | 月台 | \| \| \| 1號線往机场东（新安） \| \| 島式 · 開左邊车门 \| \| \| \| \| \| 1號線往罗湖（鲤鱼门） \| \| \| \| 5號線往黄贝岭（临海） \| \| 島式 · 開左邊车门 \| \| \| \| \| \| 5號線往赤湾（桂湾） \| \| \| \| 11號線往碧头（宝安） \| \| 島式 · 開左邊车门 \| \| \| \| \| \| 11號線往华强南（南山） \| |
|                   |      | 1號線往机场东（新安） |
| 島式 · 開左邊车门 |      | |
|                   |      | 1號線往罗湖（鲤鱼门） |
|                   |      | 5號線往黄贝岭（临海） |
| 島式 · 開左邊车门 |      | |
|                   |      | 5號線往赤湾（桂湾） |
|                   |      | 11號線往碧头（宝安） |
| 島式 · 開左邊车门 |      | |
|                   |      | 11號線往华强南（南山） |

### 站厅
本站站厅位于地下一层。乘客于站厅在三线之间进行换乘。站厅亦设有银行设施，洗手间，商业街，深圳机场自助值机设施（2016年随11号线落成）与连接桂湾站通道（2019年随5号线桂湾站落成），但截至2020年7月，以上设施皆未启用。
- 1號線、5號線共用站厅
- 11號線站厅
- 前海灣站街道規劃圖（2011年版，道路名称已经更改）
- 前海灣站地圖（2013年末版，包含附近暂未开发的告示）
- 前海灣站溫馨提示

### 洗手間及母婴室
本站设有三个洗手间，各位于B1出口，D出口及11号线站厅，但现时未有任何洗手间启用。
本站在11号线站厅设有一个母婴室，位于未启用的洗手间旁。

### 地下商業街与桂湾站连廊

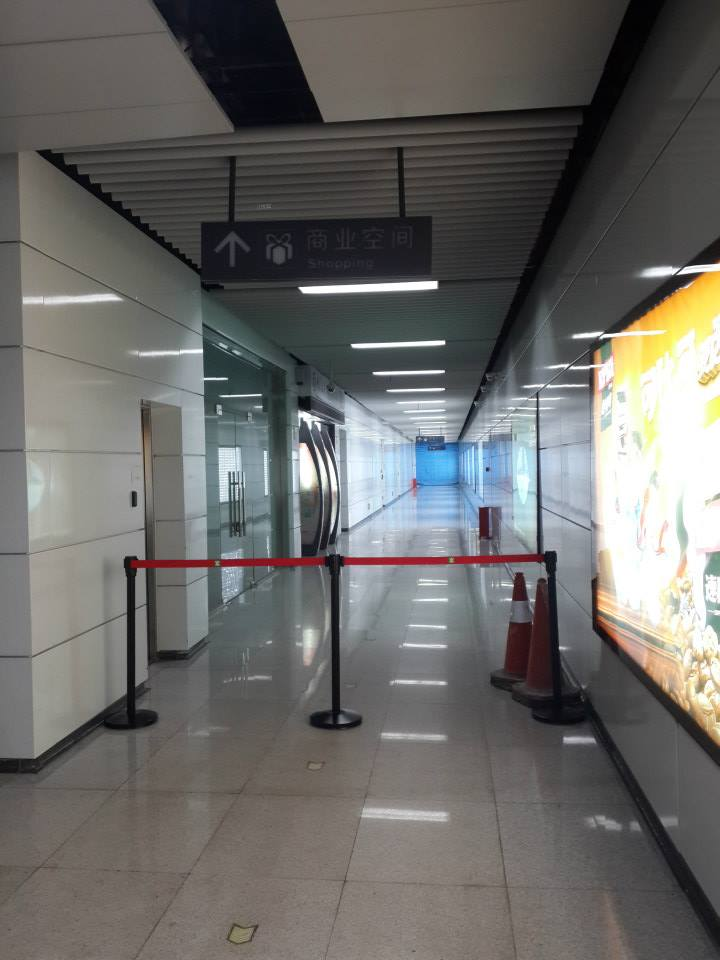
前海灣站商業空間（2015年4月）

本站D出口旁規劃了地下商業街与连接5号线桂湾站之连廊，但至今仍未启用。

### 月台
本站三条线路的月台相互平行，从西至东侧分别为11號線，5號線和1號線，均为南北方向。1号线与5号线之间设有联络线用于列车调动。5號線北端設有一條單渡線，供5號線列車進行站前折返；南端設有雙存車線，亦可以利用站後折返。隨著5号线的本站至赤灣的路段開通，相關隧道已經成為本站至桂灣的正線行駛路段，11號線南端設有一條存車線。
- 1號線月台
- 5號線月台
- 11號線月台

### 出入口及地面
现时本站虽只开放A、B1出口，但本车站共建有7个出入口：A，B1，B2，C与D出口于2011年中随1号线和5号线车站建成，E与F出口于2016年中随11号线车站建成。（F出口自落成至现时并没有搭建外墙及通往地面之扶手电梯，仅建设了站内通道）
本车站启用时，地面部分仍在开发，附近并没有道路与公共交通接驳。因此，本站的站厅与站台至2017年一直贴有“地面正在开发”之告示，且只有B1一个出口启用。
2019年，前海湾公交接驳站启用，通过行人道连接B1出口。2020年5月，为配合B1出口附近前海湾交通枢纽建设，车站启用2016年建成的E出口并关闭B1出口。
随前海自贸区与车站附近办公楼宇的建设，本站原出口的道路规划名称已经改变。2020年，深圳地铁开始调整本站出口接驳道路的名称。
由于附近设施的建设及规划变化，2020年起，深圳地铁开始重建2011年落成的出口（A，B，C及D出口），使其符合前海自贸区内新线路（如5号线南延）风格。车站亦于此时开始建设通往地面的新垂直电梯设施。

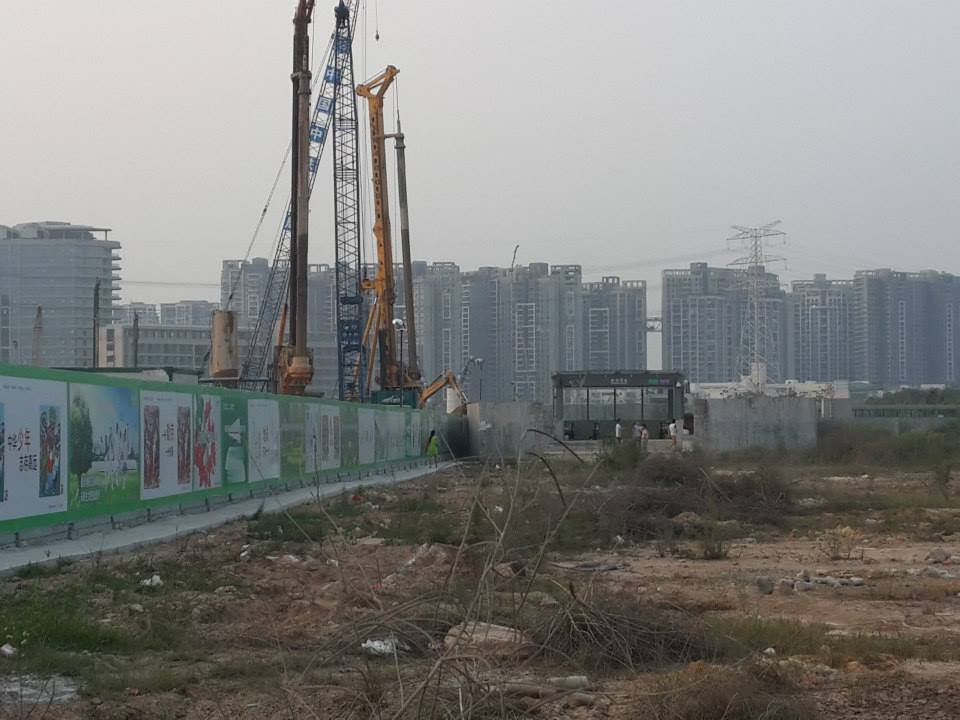
前海灣站周邊，攝於2015年4月。車站旁邊為11號線工地

| 編號                    | 照片 | 建議前往的目的地                                       |
| ----------------------- | ---- | ------------------------------------------------------ |
| 出口 · A                |      | 听海大道东侧、七号路北侧、桂湾三路北侧                 |
| 出口 · B · 1            |      | 晨文路東側、九號路北側、騰訊前海大廈                   |
| 出口 · B · 2            |      | 晨文路東側、九號路北侧（暂未启用）                     |
| 出口 · C                |      | 听海大道西側（暂未启用）                               |
| 出口 · D                |      | 听海大道西側（暂未启用）                               |
| 出口 · E · 扶手电梯标志 |      | 桂湾二路、听海大道、前海湾地铁站公交站总站（暂未启用） |
| 出口 · F                |      | 桂湾三路北侧、听海大道西侧（暂未启用）                 |
| 註： 設有扶手電梯       |      |                                                        |

## 接驳公交
| \| 编号 \| 编号 \| 线路 \| 线路 \| 线路 \| 收费 \| 运营商 \| 备注 \| \| ---- \| -------------- \| ------------------------------------------- \| ---- \| --------------------------------- \| ---- \| ----------------- \| ----------------------------------------------------------------------------- \| \| \| M158 \| 前海湾地铁站总站 \| ↺ \| 前海石公园 \| 2元 \| 巴士五分 \| 原 高峰专线156（第一代） \| \| \| M562 \| 前海湾地铁站总站 \| ⇆ \| 高新西公交总站 \| 2元 \| 巴士五分 \| 原 B682（第一代）、高峰专线121 \| \| \| T01A \| （中山）博览中心枢纽 6:20–21:30 \| ⇆ \| （深圳）前海梦工场北区 7:00–21:30 \| 18元 \| 巴士五分 中山公汽 \| 支持小程序、售票处、刷卡和投币购票 仅执行国家法定优惠乘车政策，设有儿童半价票 \| \| \| T01B人才港专线 \| （中山）中山国际人才港 6:20–21:30 \| ⇆ \| （深圳）前海梦工场北区 7:00–21:30 \| 17元 \| 巴士五分 中山公汽 \| 支持小程序、售票处、刷卡和投币购票 仅执行国家法定优惠乘车政策，设有儿童半价票 \| \| \| T01B火炬专线 \| （中山）中山火炬国际会展中心东门 6:20–21:00 \| ⇆ \| （深圳）前海梦工场北区 7:00–21:30 \| 15元 \| 巴士五分 中山公汽 \| 支持小程序、售票处、刷卡和投币购票 仅执行国家法定优惠乘车政策，设有儿童半价票 \| \| \| T188 \| （中山）中山湾区未来科技城 8:00、9:00 \| ⇆ \| （深圳）前海湾地铁站 18:00、19:30 \| 15元 \| 巴士五分 中山公汽 \| 支持小程序、售票处、刷卡和投币购票 仅执行国家法定优惠乘车政策，设有儿童半价票 \| \| \| T168 \| （广州）蕉门公交总站 7:00–21:30 \| ⇆ \| （深圳）前海湾地铁站 7:00–21:30 \| 25元 \| 巴士五分 南沙交通 \| 支持小程序、售票处、刷卡和投币购票 仅执行国家法定优惠乘车政策，设有儿童半价票 \| |                |                                             |      |                                   |      |                   |                                                                               |
| 编号 | 编号           | 线路                                        | 线路 | 线路                              | 收费 | 运营商            | 备注                                                                          |
| | M158           | 前海湾地铁站总站                            | ↺    | 前海石公园                        | 2元  | 巴士五分          | 原 高峰专线156（第一代）                                                      |
| | M562           | 前海湾地铁站总站                            | ⇆    | 高新西公交总站                    | 2元  | 巴士五分          | 原 B682（第一代）、高峰专线121                                                |
| | T01A           | （中山）博览中心枢纽 6:20–21:30             | ⇆    | （深圳）前海梦工场北区 7:00–21:30 | 18元 | 巴士五分 中山公汽 | 支持小程序、售票处、刷卡和投币购票 仅执行国家法定优惠乘车政策，设有儿童半价票 |
| | T01B人才港专线 | （中山）中山国际人才港 6:20–21:30           | ⇆    | （深圳）前海梦工场北区 7:00–21:30 | 17元 | 巴士五分 中山公汽 | 支持小程序、售票处、刷卡和投币购票 仅执行国家法定优惠乘车政策，设有儿童半价票 |
| | T01B火炬专线   | （中山）中山火炬国际会展中心东门 6:20–21:00 | ⇆    | （深圳）前海梦工场北区 7:00–21:30 | 15元 | 巴士五分 中山公汽 | 支持小程序、售票处、刷卡和投币购票 仅执行国家法定优惠乘车政策，设有儿童半价票 |
| | T188           | （中山）中山湾区未来科技城 8:00、9:00       | ⇆    | （深圳）前海湾地铁站 18:00、19:30 | 15元 | 巴士五分 中山公汽 | 支持小程序、售票处、刷卡和投币购票 仅执行国家法定优惠乘车政策，设有儿童半价票 |
| | T168           | （广州）蕉门公交总站 7:00–21:30             | ⇆    | （深圳）前海湾地铁站 7:00–21:30   | 25元 | 巴士五分 南沙交通 | 支持小程序、售票处、刷卡和投币购票 仅执行国家法定优惠乘车政策，设有儿童半价票 |

## 利用情況
本站开通初期至2016年，由於前海灣站周邊為未開發土地，乘客主要使用此站作1號線、5號線的换乘之用，亦有附近工地工人利用此站上下班。
2016年11號線开通后，本站成为三线换乘站。因此，本站的换乘客流增长迅猛，高峰期站厅与三线站台亦人流繁忙。
2019年起，隨附近的公交車站開通，開始有乘客進出本站轉乘公交。未来，随楼宇的陆续建成，车站出口的重修与开放及穗深城际铁路南延线的建成，预期本站的出站客流将会增长。